# Венцислав Божилов
Венцислав Божилов е бивш български футболист.
Играл е като защитник и полузащитник за Локомотив (Мездра) (1971 – 1975), Академик (Свищов) (1975 – 1979), Ботев (Враца) (1979 – 1986) и Доростол (1986 – 1989). Има 248 мача и 7 гола в А група (195 мача с 4 гола за Ботев (Враца) и 30 мача с 1 гол за Академик (Св)).
Полуфиналист за Купата на Съветската армия през 1978 с Академик (Св) и през 1985 г. с Ботев (Враца). Носител на „Купата за индивидуално спортсменство“ през 1984 и 1985 г. Има 3 мача за Б националния отбор. Той ще бъде запомнен с всеотдайността си на терена и с изключителното си спортсменство.
Легендарният футболист не успява да се пребори с коварната болест.